# Camille Laus
Pour les articles homonymes, voir Laus.
Camille Laus, née le 23 mai 1993 à Tournai, est une athlète belge, spécialiste du 400 mètres. Elle est championne de Belgique du saut en longueur en 2013 et championne de Belgique du 400 mètres en salle en 2018 et 2020.

## Biographie
Camille Laus est l'aînée d'une fratrie de trois. Elle est en couple avec le coureur de 400 m Kevin Borlée.
En 2007, Camille Laus commence l'athlétisme après un cross-country dans le cadre scolaire. Il apparaît rapidement qu'elle est douée pour les épreuves de sprint. L’année suivante, elle se qualifie pour les Jeux olympiques européens de la jeunesse.
En 2011, elle rejoint l'équipe de Jacques Borlée. En 2013, en plus des épreuves de course, Camille Laus s'essaye au saut en longueur dont elle devient championne de Belgique en 2013,. L'année suivante, elle obtient la médaille de bronze.
En 2018, elle devient championne de Belgique du 400 mètres en salle. La même année, elle participe aux Championnats sportifs européens avec l'Équipe de Belgique féminine de relais 4 × 400 mètres, qui termine 4e avec un nouveau record de Belgique de la discipline.
En 2020, elle remporte un nouveau titre de championne de Belgique en salle à Gand en parcourant les 400 mètres en 53 s 11. Le 20 février 2021, elle devient vice-championne de Belgique en salle du 400 m, derrière Cynthia Bolingo Mbongo, avec un temps de 53 s 27.
Lors des Jeux olympiques 2020 de Tokyo en 2021, elle fait partie du le relais mixte du 4 x 400 m qui se classe 5e de la finale.
En 2023, elle remporte le 800 m des championnats de Belgique d'athlétisme 2023 et, en 2024, est vice-championne de Belgique du 400 m. Au cours de cette même année, le relais mixte 4 x 400 m dont fait partie Laus se classe 5e de la finale des championnats du monde d'athlétisme 2023 à Budapest.
En  mai 2024, les « Belgian Cheetahs » (dont elle est la capitaine) se qualifient pour les Jeux olympiques 2024 à Paris en prenant la première place du 4 x 400 m des World Relays aux Bahamas. Aux championnats d'Europe d'athlétisme 2024 à Rome en juin, elle remporte une médaille de bronze avec le relais 4 x 400 m féminin des « Belgian Cheetahs » dont elle avait permis la qualification. 
Le 3 août 2025, elle remporte le 800 m aux Championnats de Belgique 2025 à Bruxelles en améliorant son record personnel sur cette distance. 
Après avoir été affiliée au Running Club de Bruxelles, elle a rejoint en 2020 le club d'Olympic Essenbeek Hal avec la famille Borlée. 
Elle est marraine des Urban Youth Games et du dragueur de mine Tournai.

## Palmarès
| Date | Compétition                    | Lieu     | Résultat | Épreuve         | Temps         |
| ---- | ------------------------------ | -------- | -------- | --------------- | ------------- |
| 2022 | Championnats du monde en salle | Belgrade | 6e       | 4 x 400 m       | 3 min 33 s 61 |
| 2022 | Championnats du monde          | Eugene   | 6e       | 4 x 400 m       | 3 min 26 s 29 |
| 2022 | Championnats d'Europe          | Munich   | 4e       | 4 x 400 m       | 3 min 22 s 12 |
| 2023 | Jeux européens                 | Chorzów  | 3e       | 4 x 400 m mixte | 3 min 12 s 97 |
| 2023 | Championnats du monde          | Budapest | 5e       | 4 x 400 m mixte | 3 min 22 s 84 |
| 2024 | Championnats d'Europe          | Rome     | 3e       | 4 x 400 m       | séries        |

## Records personnels
| Épreuves  | Épreuves  | Temps              | Lieu              | Date             |
| --------- | --------- | ------------------ | ----------------- | ---------------- |
| 60 m      | En salle  | 7 s 53             | Gand              | 24 janvier 2015  |
| 100 m     | Plein air | 11 s 77            | Bruxelles         | 25 juin 2016     |
| 200 m     | Plein air | 23 s 62            | Heusden-Zolder    | 20 juillet 2019  |
| 200 m     | En salle  | 24 s 11            | Metz              | 12 février 2022  |
| 400 m     | Plein air | 51 s 49            | La Chaux-de-Fonds | 1er juillet 2018 |
| 400 m     | En salle  | 52 s 38            | Metz              | 11 février 2023  |
| 600 m     | Plein air | 1 min 26 s 27      | Liège             | 12 juillet 2023  |
| 800m      | Plein air | 1 min 59 s 96      | Bruxelles         | 3 août 2025      |
| 4 × 400 m | Plein air | 3 min 26 s 58 (NR) | Doha              | 5 octobre 2019   |
| 4 × 400 m | En salle  | 3 min 32 s 46      | Glasgow           | 3 mars 2019      |
| Longueur  | Plein air | 6 m 05             | Oordegem          | 6 juillet 2013   |

## Distinctions
- Chevalière du Mérite wallon (Ch.M.W.) en 2023.